# Hans Steyrer

Hans Steyrer

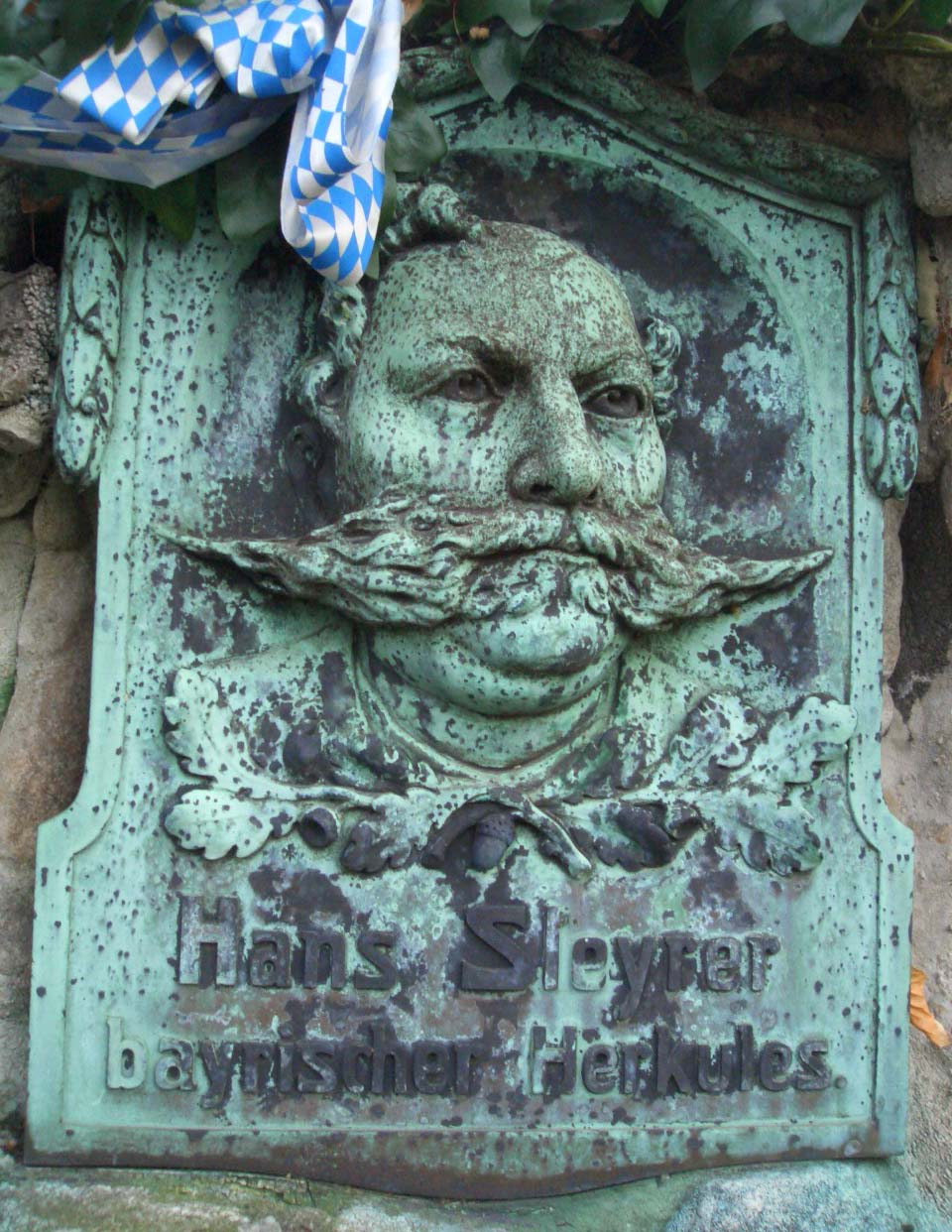
Plakette auf seinem Grabstein.

Hans Steyrer (* 1849 in Allach; † 25. August 1906 in München) war ein bayerischer Metzger und Gastwirt. Bekannt wurde er als Kraftmensch, genannt „der bayrische Herkules“.

## Leben
Der Sohn eines Metzgermeisters und Gastwirts lernte das Metzgerhandwerk bei seinem Vater. Schon als Lehrling konnte er ohne Hilfe jedes Kalb und jedes Ochsenviertel auf den Haken heben und einen Hektoliterbanzen auf den Ganter stellen.
1879 suchte der Zirkus Herzog den stärksten Bayern und plakatierte diese Aktion bayernweit. Hans Steyrer gewann alle Wettbewerbe und setzte zum Schluss noch einen drauf: Mit der Kraft seines rechten Mittelfingers konnte er als einziger einen 508 Pfund schweren Stein einige Sekunden lang anheben (lupfen). Seitdem wurde er „der bayrische Herkules“ genannt.
Als Werbegag wollte Steyrer erstmals 1879 mit festlich geschmückten Wagen von seiner Wirtschaft in der Tegernseer Landstraße durch ganz München zur Theresienwiese ziehen. Er selbst fuhr auf einem mit Bierfässern beladenen Vierspänner, gefolgt von sieben Zweispännern, die das Personal und die Musiker beförderten. Allerdings kam er damals nicht auf der Wiesn an; im Stadtzentrum wurde er von der Polizei gestoppt und zur Umkehr gezwungen. Das nachfolgende Gerichtsverfahren endete mit der Verurteilung des Wirtes zu einer Geldstrafe, die ihn aber nicht von der Wiederholung des Einzuges in den folgenden Jahren abhalten konnte.
Der Steyrer Hans war jahrelang Pächter des zum Wirtshaus „Wilhelm Tell“ umgebauten Forsthauses am Englischen Garten (Steinfeldstraße 15, abgerissen) und bewirtschaftete als Wiesnwirt ein Bierzelt auf dem Oktoberfest.
Hans Steyrer wurde auf dem Münchner Ostfriedhof beigesetzt (Grab Nr. 46-5-12).